# 云南拟尾孢虫
云南拟尾孢虫（学名：Myxobilatus yunnanensis）为拟尾孢科拟尾孢虫属的动物。在中国，分布于云南、武陵山地区等，营寄生生活，寄生在鲫的膀胱、鳔。其种加词 yunnanensis 意为“云南的”。